# Drémil-Lafage
Drémil-Lafage – miejscowość i gmina we Francji, w regionie Oksytania, w departamencie Górna Garonna.
Według danych na rok 1990 gminę zamieszkiwało 2 007 osób, a gęstość zaludnienia wynosiła 161 osób/km² (wśród 3020 gmin regionu Midi-Pyrénées Drémil-Lafage plasuje się na 183. miejscu pod względem liczby ludności, natomiast pod względem powierzchni na miejscu 919.).